# Opuč
Opuč (Chamelaucium) je rod rostlin z čeledi myrtovité. Jsou to aromatické keře s jednoduchými, někdy velmi úzkými listy a pravidelnými pětičetnými květy. Rod zahrnuje 13 druhů, které jsou všechny endemity jihozápadní Austrálie. Opuč háčkovitá se pěstuje v klimaticky příhodných oblastech světa (např. ve Středomoří) jako delikátní okrasný keř. Rozkvetlé větve se používají při vazbě kytic, neboť vydrží dlouho čerstvé.

## Popis
Opuče jsou aromatické stálezelené keře dorůstající výšky 15 cm až 3 metry. Listy jsou jednoduché, drobné až středně velké, tenké nebo kožovité, celokrajné, řapíkaté, vstřícné, křižmostojné, někdy nahloučené na koncích větví. Čepel listů je žláznatě tečkovaná. Některé druhy mají listy velmi úzké, čárkovité, jiné kopinaté, podlouhlé nebo vejčité. Palisty chybějí.
Květy jsou malé až středně velké, pravidelné, pětičetné, oboupohlavné, jednotlivé nebo v úžlabních, jednoduchých nebo složených hroznech, hlávkách nebo chocholících. Češule je zvonkovitá až válcovitá. Kališní laloky jsou vejčité, obvejčité nebo trojúhelníkovité. Koruna je různých barev, nejčastěji bílá, žlutá nebo zelená, případně červená, růžová nebo purpurová, složená z 5 vytrvalých, volných korunních lístků. Tyčinek je nejčastěji 10, nasedají na okraj hypanthia a střídají se se sterilními patyčinkami bez prašníků. Tyčinky nevyčnívají z květů. Semeník je spodní nebo polospodní, srostlý ze 2 plodolistů. Obsahuje jedinou komůrku se 4 až 8 vajíčky a nese 1 čnělku. Plodem je jednosemenný oříšek.

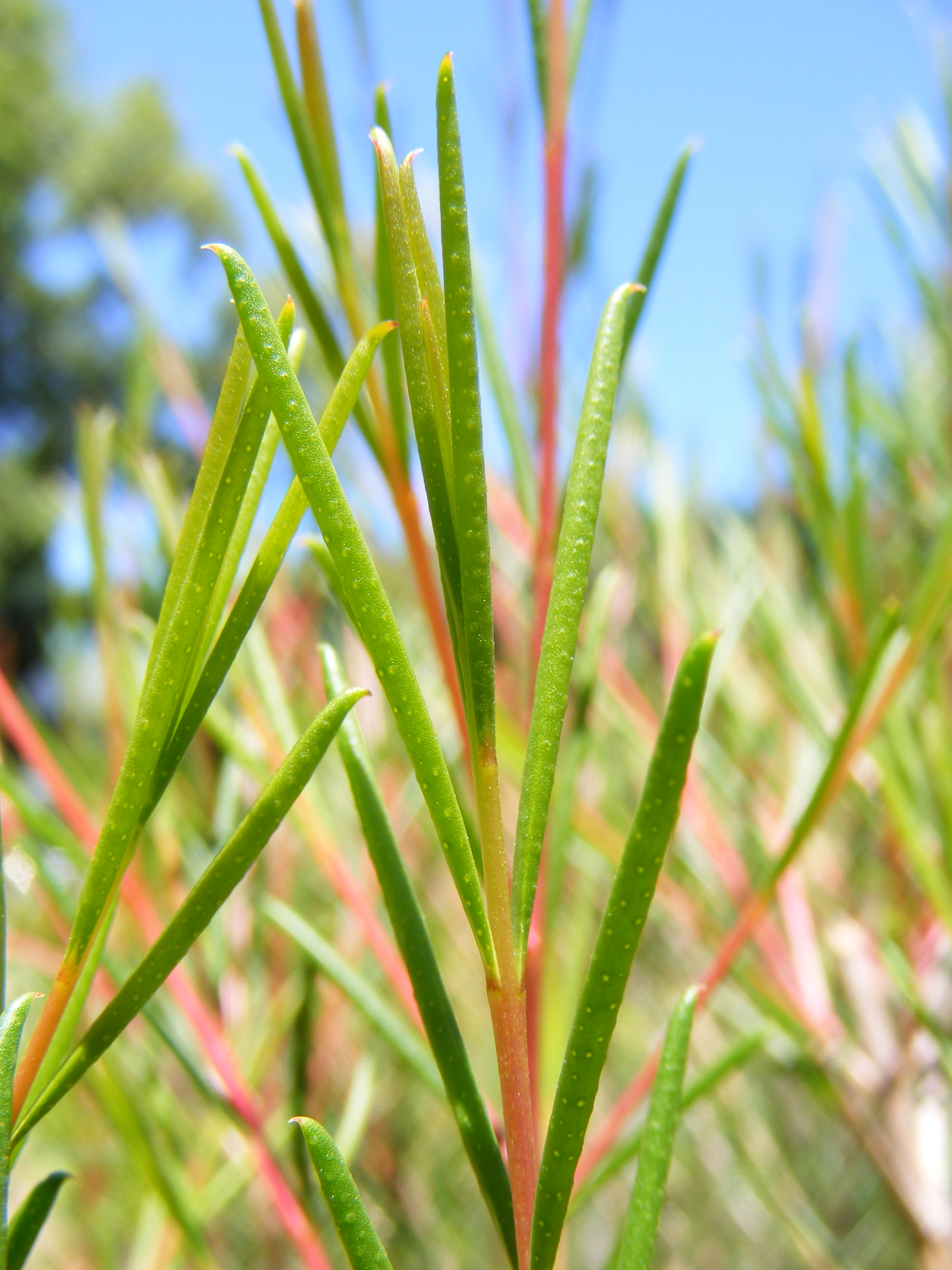
Listy opuče háčkovité
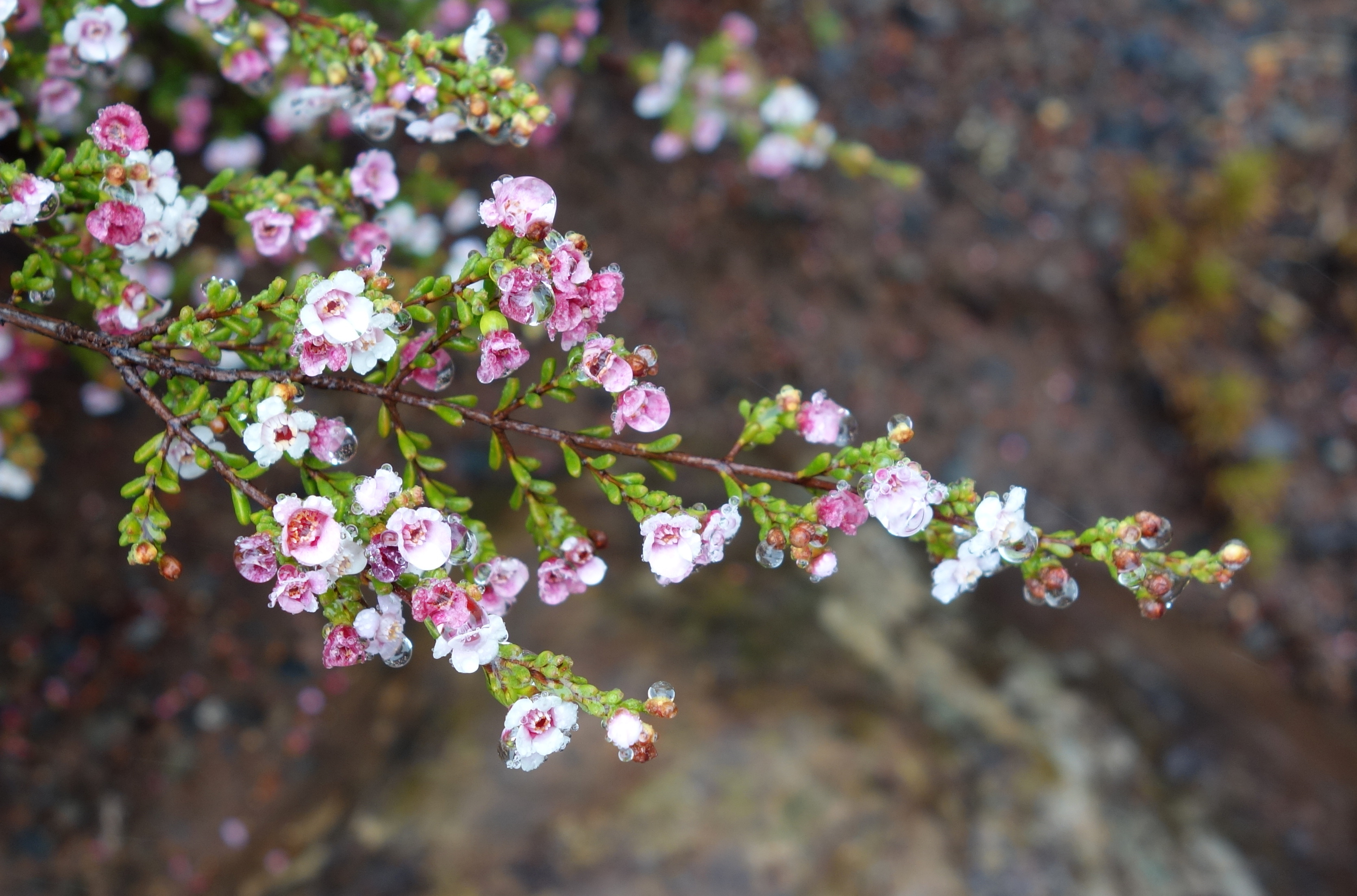
Opuč Chamelaucium ciliatum 'Scaddan'
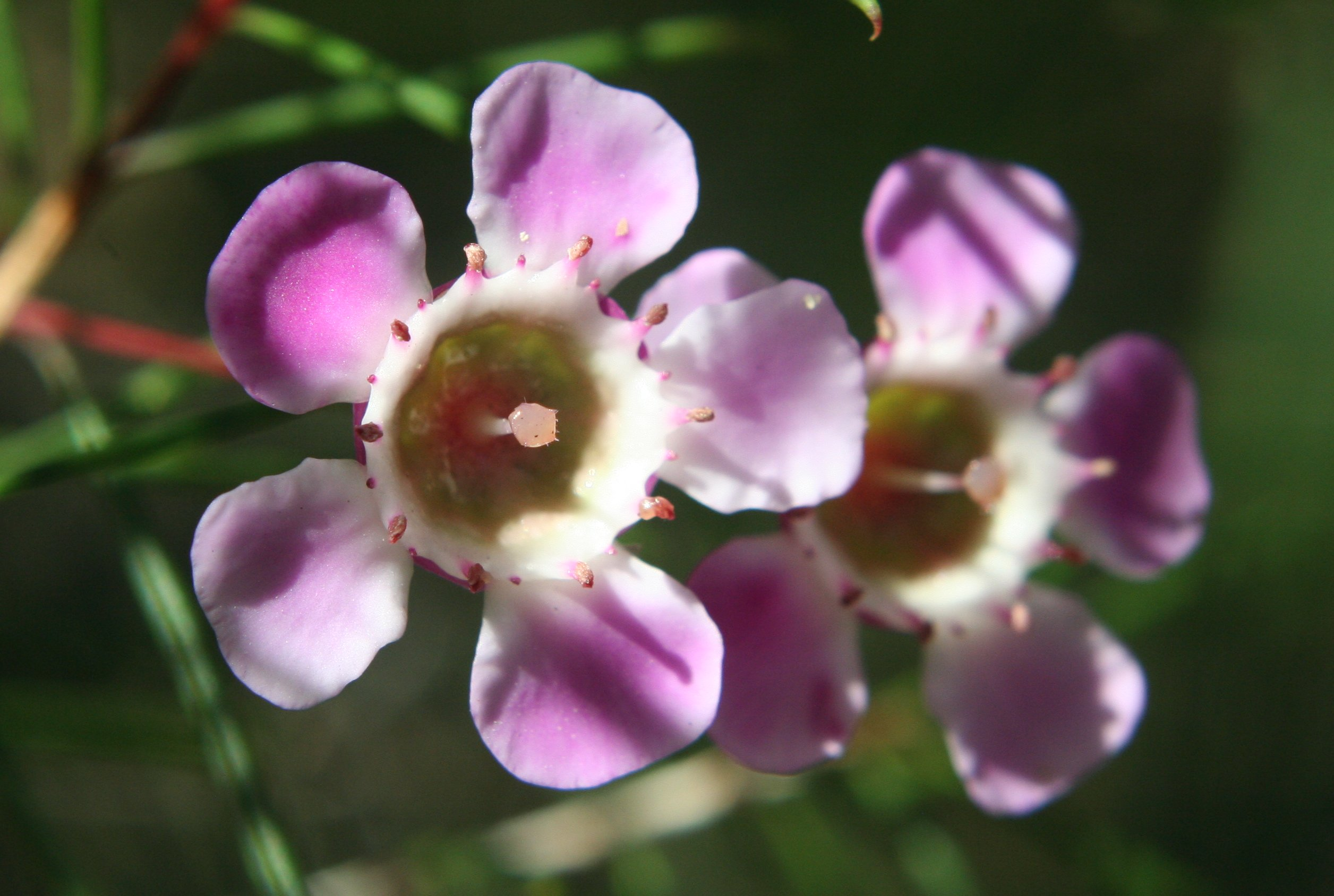
Detail květů opuče háčkovité

## Rozšíření
Rod opuč zahrnuje 13 druhů. Je rozšířen výhradně v jihozápadní Austrálii.

## Taxonomie
Rod Chamelaucium je řazen spolu s dalšími 14 rody do tribu Chamelaucieae podčeledi Myrtoideae.

## Zástupci
- opuč háčkovitá (Chamelaucium uncinatum)

## Význam
Opuč háčkovitá (Chamelaucium uncinatum) je pěstována v oblastech s mediteránním klimatem, např. ve Středomoří nebo Kalifornii, jako okrasný keř. Kvetoucí větve mají využití ve vazbě kytic a květy vydrží dlouho čerstvé. Byly vyšlechtěny též četné kultivary. V České republice lze opuč pěstovat jako kbelíkovou rostlinu.